# جهان‌وطنی
جهان‌میهنی یا جهان‌وطنی (به انگلیسی: Cosmopolitanism)، مفهومی است که باور به متعلق بودن به تمام جهان و مردم آن جهان و عدم وابستگی‌های قومی-ملی و در کل به این مسئله باور دارد که جهان، میهن مشترک تمامی مردمان است.
کاسموپولیتانیسم: نام فلسفه یا طریقی از زندگی است که ایده‌آل‌ها و افکار و عقاید و موسسات ملی را محترم شمرده و سعی دارد آنها را با حسن تفاهم درک کند و با آنها مدارا کند. با تمسک شدید به عقاید و رسوم محلی یا ملی و میهن‌پرستی تنگ‌نظر و سختگیر و افراطی یا شووینیسم مخالف است معتقد به تعمیم ارزش‌ها و معتقدات سیاسی و فرهنگی به حوزه‌های وسیع‌تر از حوزه ملی، بلکه به همه جهان است. کاسموپولیتَانیست‌ها معمولاً همه جهان را میهن خود می‌پندارند، مردم جهان را با یکدیگر برادر و خواهر می‌داند و حامی اصل وحدت جهان هستند. در این مفهوم، تعلقات مادی و معنوی ویژه‌ای به کشور خاصی (به‌ویژه کشور خود) وجود ندارد و فرد جهان‌میهن علایق فرهنگی، سنتی و سیاسی ویژه‌ای نسبت به سرزمین و کشور اصلی خود ندارد و بنا به اعتقاد به مشترک بودن جهان به عنوان سرزمین تمامی بشر، به حکومت جهانی می‌اندیشد؛ و با هرگونه مرز جغرافیایی، فرهنگی، سیاسی و اجتماعی مخالف است.
مارکوس سیرون، از نخستین طرفداران این نظریه، به سه اصل ذیل معتقد بود:
1. عدالت طبیعی
2. تابعیت جهانی
3. دولت جهانی

وی بیان می‌داشت که «جهان، تحت یک حکومت واقعی است و آن حکومت خداست. رابطهٔ خداوند با بندگانش مانند رابطهٔ پدر و اولاد است؛ بنابراین، غلام و مولی، زن و مرد، با هم یکسان هستند». کلیسای کاتولیک، در قرون وسطی نیز خواهان جهان‌میهنی بوده‌است.

## هواداران و مدافعان
امانوئل کانت و گوته نیز از هواداران این اندیشه بوده‌اند. همچنین جان لنون در ترانهٔ مشهور تصور کن به این مفهوم اشاره دارد.
کاسموپولیتَنیسم نظریهٔ وحدت دولت‌ها است و متفاوت از انترناسیونالیسم یا فراملی‌گرایی است که به یکی شدن ملت‌ها و حذف مرزهای جغرافیایی دلالت دارد.
وبگاه جهان‌میهنی در جایی گفته‌است: جهان‌میهنی بودن سوزاندن ریشه‌های ناسیونالیسم و ملیت‌های مجزا نیست.
همچنین، درمورد سازگار بودن یا سازگار نبودن کاسموپولیتانیسم با ناسیونالیسم مناقشاتی وجود دارد.